# Volo Aeroflot 217
Il volo Aeroflot 217 era un volo passeggeri internazionale dall'aeroporto di Parigi Orly all'aeroporto di Mosca-Šeremet'evo, con scalo all'aeroporto di Leningrado-Pulkovo. Il 13 ottobre 1972 un Ilyushin Il-62 che operava su tale rotta si schiantò in avvicinamento a Šeremet'evo, provocando la morte di tutti i 164 passeggeri e i 10 membri dell'equipaggio a bordo. Tra di essi vi erano 118 russi, 38 cileni, 6 algerini, un tedesco orientale e un australiano. A quel tempo fu il disastro aereo con più vittime mai accaduto, fino a quando non venne superato dall'incidente del Boeing 707 di Alia del 1973; l'incidente rimane il secondo con più vittime che coinvolge un Ilyushin Il-62, dopo il volo LOT Polish Airlines 5055, e il secondo su suolo russo, dopo il volo Aeroflot 3352.

## L'aereo
Il velivolo coinvolto nell'incidente era un Ilyushin Il-62, marche CCCP-86671, numero di serie 70301.

## L'incidente
Poco prima dell'atterraggio, l'aereo stava volando ad un'altitudine di 3 900 piedi (1 200 m) e ricevette istruzioni da parte dell'ATC per scendere a 1 300 piedi (400 m). L'equipaggio confermò e iniziò a scendere, ma in seguito non vi furono azioni per permettere all'Ilyushin di tornare in volo livellato. L'aereo continuò a scendere, passando i 400 m con una velocità verticale di 20 m/s, nessuna comunicazione con l'ATC venne effettuata e i motori stavano funzionando alla minima potenza. Il velivolo si schiantò poco dopo, con il carrello di atterraggio sollevato e gli spoiler retratti, a una velocità di circa 620 km/h.

## Le indagini
Le cause dell'incidente non furono mai determinate. Gli investigatori, tra le possibili ragioni che portarono alla catastrofe, inclusero nel rapporto:
- l'inabilità psicofisiologica dell'equipaggio per ragioni sconosciute;
- un fulmine, che avrebbe potuto colpire la fusoliera;
- un malfunzionamento allo stabilizzatore.